# Istanbul Tower 205
La Istanbul Tower 205 est un gratte-ciel à Istanbul en Turquie qui s'élève à 220 mètres. Sa construction s'est terminée 2019. 